# والویتسه
والویتسه (به لاتین: Walewice) یک روستا در لهستان است که در گمینا بیلاوه واقع شده‌است.